# Johan Grobler
Johan Grobler (* 6. August 1997) ist ein südafrikanischer Leichtathlet, der sich auf den Speerwurf spezialisiert hat.

## Sportliche Laufbahn
Erste internationale Erfahrungen sammelte Johan Grobler im Jahr 2016, als er bei den U20-Weltmeisterschaften in Bydgoszcz mit einer Weite von 80,59 m die Silbermedaille gewann. Im Jahr darauf nahm er an der Sommer-Universiade in Taipeh teil und schied dort mit 70,92 m in der Qualifikationsrunde aus. 2018 belegte er bei den Afrikameisterschaften in Asaba mit 74,49 m den vierten Platz und im Jahr darauf wurde er bei den Studentenweltspielen in Neapel mit 75,69 m Fünfter. 2022 gelangte er bei den Afrikameisterschaften in Port Louis mit 73,82 m erneut auf Rang vier und anschließend schied er bei den Weltmeisterschaften in Eugene mit 76,30 m in der Qualifikationsrunde aus.
2022 wurde Grobler südafrikanischer Meister im Speerwurf.